# Herrborum (naturreservat)
Herrborum är ett naturreservat i  Söderköpings kommun i Östergötlands län.
Området är naturskyddat sedan 2000 och är 122 hektar stort. Reservatet ligger omkring herrgården Herrborum vid kusten. Reservatet består av strandängar, öppna hagmarker och ekhagmarker samt löv- och barrnaturskogar, delvis betade. 